# Matthias Paulus Steindl

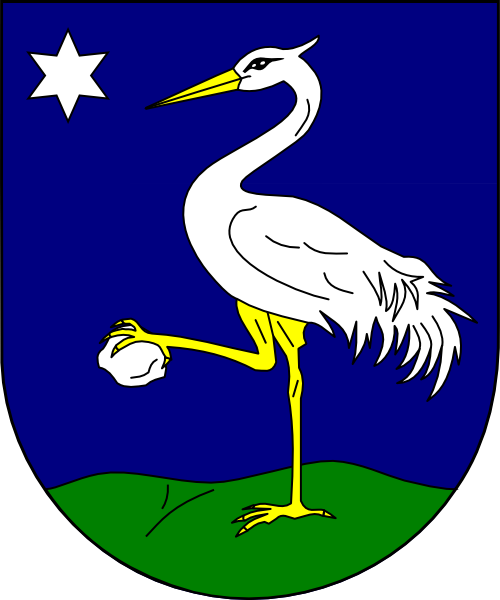
Bischöfliches Wappen

Matthias Paulus Steindl, auch Mathias Paulus Staindl (* 24. September 1761 in Wieden; † 2. Mai 1828 in Wien) war römisch-katholischer Weihbischof in Wien.

## Leben
Der 1761 in der damaligen Wiener Vorstadt Wieden Steindl studierte Theologie in Wien und wurde 1787 Präfekt am Wiener Generalseminar. Am 27. Juli 1788 empfing er das Sakrament der Priesterweihe. Von 1794 bis 1806 war er Direktor des Wiener Alumnates. Am 5. Juli 1803 wurde er zum Doktor der Theologie promoviert und im selben Jahr Professor für neutestamentliches Bibelstudium. 1808/09 war er Dekan der theologischen Fakultät der Universität Wien und 1814 deren Rektor. 1817 erhielt er ein Kanonikat an St. Stephan und wurde am 29. Januar 1817 Generalvikar der Erzdiözese Wien. Am 14. April 1817 wurde er zum Weihbischof in Wien und Titularbischof von Antaeopolis ernannt. Die Bischofsweihe spendete ihm am 15. Mai 1817 der Wiener Erzbischof Sigismund Anton von Hohenwart; Mitkonsekratoren waren Johann Nepomuk Dankesreither, Bischof von St. Pölten, und Adeodatus Papikian, Titularbischof von Ejmiacin und Abt des Wiener Mechitaristenklosters. 1821 wurde er Domkustos.